# Peelcentrale
De Peelcentrale was een elektriciteitscentrale in het Eindhovense stadsdeel Tongelre. Het gebouw, dat bekendstaat als Gebouw 10, stamt uit 1909-1912 en is gelegen op het NRE-terrein tussen de Nachtegaallaan en de Dommelhoefstraat. De centrale was een initiatief van de Haagse onderneming Maatschappij de Peelcentrale. 
Naast enige elektriciteitsopwekking door Philips werd met de centrale een bescheiden begin gemaakt met de elektrificatie van Eindhoven, vooral ten dienste van enkele textielfabrieken. Het bedrijf kende stoomketels, een locomobiel die gebruikt werd als stoommachine en een turbinehal. Door moeilijkheden met de locomobiel en de concurrentie van de in 1914 opgerichte PNEM ging de onderneming in 1915 failliet. De centrale werd overgenomen door de gemeente Eindhoven. Het net van de Peelcentrale werd nu gekoppeld aan dat van het energiebedrijf te Helmond. Dit was de eerste koppeling van elektriciteitscentrales in Nederland. Er werd geen stroom meer opgewekt in de centrale nadat het gemeentelijk energiebedrijf dit ging betrekken van de in 1919 in bedrijf gestelde Dongecentrale te Geertruidenberg.
Het gebouw van de centrale op het NRE-terrein werd vele jaren verwaarloosd en met sloop bedreigd. In 2018 maakten Tineke Beunders en Nathan Wierink echter een aanvang met renovatie van dit industrieel erfgoed. Ze brengen het stap voor stap zoveel mogelijk terug naar de oude staat. Het pand heeft inmiddels een bestemming als ontwerpstudio, werkplaats, showroom en expositieruimte voor het duo, dat werkt onder de naam APTUM (Customized Lighting Creations). Ook bevindt zich hier het woonhuis van hun gezin. Één week per jaar, tijdens de Dutch Design Week, heeft de Peelcentrale open huis en is het pand en het werk van APTUM te bezichtigen. 